# Mavag TR5
Mavag TR5 – autobus miejski, produkowany przez węgierską firmę Mavag. Po II wojnie światowej ten model zakupiła Warszawa (dla uzupełnienia stołecznego taboru, w którym używano wówczas francuskich autobusów Chausson) i inne polskie miasta.

## Eksploatacja w Polsce
W Poznaniu model ten był eksploatowany w latach 1950–1960 przez Miejskie Przedsiębiorstwo Komunikacyjne.
W Warszawie TR5 były częścią taboru Miejskich Zakładów Komunikacyjnych, jednakże stosunkowo krótko – ich użytkowanie przez MZK rozpoczęte w 1950 roku zakończyło się po zaledwie trzech latach, kiedy to zostały wymienione na chaussony kursujące na liniach regionalnych Państwowej Komunikacji Samochodowej.